# Cyathea christii
Cyathea christii är en ormbunkeart som beskrevs av Edwin Bingham Copeland. Cyathea christii ingår i släktet Cyathea och familjen Cyatheaceae. Inga underarter finns listade.